# Drones matones
Drones matones es una historieta de la serie Mortadelo y Filemón creada por el historietista español Francisco Ibáñez. Se publicó el 5 de julio de 2017.

## Trayectoria editorial
Se publicó en formato álbum en el número 185 de la publicación Magos del Humor. Constituye el número 207 de la Colección general de "Mortadelo y Filemón".

## Argumento
El profesor Bacterio ha creado una serie de drones con propiedades inusuales tales como golpear a objetos voladores o la invisibilidad. Mortadelo y Filemón deberán probar la eficacia de estos aparatos y usar uno de ellos para proteger al presidente de los Estados Juntitos: Donald Trompf.

## Alusiones
- En el álbum aparecen caricaturizados varios políticos de la vida real: Pablo Iglesias (Aquí llamado "El Coleta"), Mariano Rajoy ("Rojoy") y Donald Trump ("Donald Trompf").[2]